# Anim8or
Anim8or ist ein kostenloses 3D-Modellierungsprogramm zur Erstellung von 3D-Computeranimation für Windows (Microsoft Windows 95 bis XP).

Die aktuelle Version 0.98 vom 28. November 2013 ist allenfalls als Basis für ein Animationsprogramm zu bezeichnen. Dabei ist das Programm in der Lage, einfaches Rendering zu ermöglichen. Die Besonderheit und die Stärke des Programms ist die Funktion, Figuren mit einem beweglichen Knochengerüst auszustatten und zu animieren.
Anim8or selbst ist auf Englisch verfasst. Die etwa 100-seitige Dokumentation zum Programm steht auf Englisch, Französisch, Spanisch und Portugiesisch zur Verfügung.

## Autor
Anim8or wurde von Steve Glanville programmiert. Er arbeitet als Softwareentwickler bei Nvidia und arbeitete dort teilweise an der Entwicklung von Gerätetreibern für OpenGL.
Anim8or wurde vom Autor als Freeware lizenziert: Anim8or ist kostenlos und darf von jedem benutzt werden, der Quelltext ist aber nicht öffentlich zugänglich.

## Technik
Als Grundlage für die 3D-Grafik wird OpenGL verwendet, OpenGL-fähige Hard- und Software ist aus diesem Grund Systemvoraussetzung.

Um Videodateien zu rendern und anschließend zu komprimieren, verwendet Anim8or die jeweils auf dem Computer installierten Video-Codecs.
Die Unterschiede zur kommerziellen Konkurrenz (beispielsweise Maya, Cinema 4D, 3ds Max) bestehen insbesondere in einer einfacheren Installation und geringerem Funktionsumfang, da Anim8or lediglich aus einer ca. 2,5 MB großen Anwendungsdatei besteht. Anim8or ist somit Standalone-Software.
Anim8or beherrscht einige im 3D-Modelling- und Animationsbereich häufig verwendete Dateiformate, besitzt jedoch auch ein eigenes Dateiformat(Dateinamenerweiterung: „.an8“). Dieses Format gibt keine Textur-Daten wieder, sondern speichert nur Mesh- und Animationsdaten. Da die Inhalte der .an8-Dateien in Klartext vorliegen, können sie problemlos mit Hilfe von Texteditoren geändert werden. Dies ermöglicht es auch externen Programmen wie Terranim8or, Objekte und Szenen zu verändern und so Anim8or um Funktionen wie Partikeleffekte und Terrain-Generierung zu erweitern.